# Mignano Monte Lungo
Pour les articles homonymes, voir Lungo.
Mignano Monte Lungo est une commune d'Italie, de la province de Caserte, en région de Campanie.

## Géographie
Mignano est située à 16 km au sud-est de Cassino, sur la Via Casilina (it).

## Histoire
Bien que la région soit habitée par les Sidicins, la ville de Cesennia fut fondée par les Étrusques, avant de passer sous contrôle romain. Située sur une position stratégique, elle est très tôt fortifiée.
Elle fait ensuite partie du Duché de Bénévent, puis de la Principauté de Capoue.
Aux IXe et Xe siècles, la région subit de violents raids des Sarrasins, qui remontent la vallée du Garigliano et sont défaits en 885 par Guy III de Spolète, puis à nouveau lors de la Bataille du Garigliano (915).
Le 10 juillet 1139 a lieu à Galluccio une bataille entre l'armée de Roger III d'Apulie, fils de Roger II de Sicile, et celle du pape Innocent II, qui est capturé et emmené au château de Mignano signer la Paix de Mignano. 
Au cours des siècles suivants, la ville passe sous contrôle de la Maison de Hohenstaufen, puis de la Maison capétienne d'Anjou-Sicile, et enfin de la Couronne d'Aragon.

### Bataille pour le mont Lungo
Durant la seconde Guerre mondiale se déroule à Mignano un combat à fort contenu symbolique pour l’Italie : le 27 septembre 1943 est créé le 1er groupe motorisé de l’armée italienne. Les hommes proviennent de toute l’Italie et sont représentatifs de l’armée tout entière. 
Le groupe est mis à la disposition du général Vincenzo Dapino. Il est chargé de participer à la percée de la Ligne Bernhardt, située en avant de la Ligne Gustave.
Pour s'opposer à l’avancée des alliés, les troupes allemandes font sauter les 29 et 30 septembre plusieurs maisons, la forteresse, la mairie et le pont sur la Rava, seul point de passage entre la via Casilina et le centre de Mignano. 
Le 3 décembre, les Italiens reçoivent l’ordre de monter à l’assaut du mont Lungo. Le 8 décembre, ils passent à l’attaque, cachés par un épais brouillard qui ne tarde pas à se dissiper sous un vent soudain et violent. Le groupe subit alors de fortes pertes et est contraint au repli. 
Munis d’un nouveau plan d’attaque, les Italiens prennent le mont le 16 décembre.
L’après-guerre est une période très dure pour la ville, sa reconstruction ne peut restituer à la population tout ce qui a été perdu.

## Culture
- Anthony Mancini (1945), évêque auxiliaire de Montréal

## Villes jumelées
- Marostica (Italie)

## Administration
| Période                                  | Période  | Identité          | Étiquette    | Qualité |
| ---------------------------------------- | -------- | ----------------- | ------------ | ------- |
| 30 mai 2006                              | En cours | Roberto Campanile | Lista Civica |         |
| Les données manquantes sont à compléter. |          |                   |              |         |

### Hameaux
Campozillone, Caspoli, Moscuso

### Communes limitrophes
Conca della Campania, Galluccio, Presenzano, Rocca d'Evandro, San Pietro Infine, San Vittore del Lazio, Sesto Campano, Venafro